# Соколов, Аркадий Фёдорович
Арка́дий Фёдорович Соколо́в (1846—1909) — русский педагог.
Окончил отделение естественных наук физико-математического факультета Санкт-Петербургского университета; преподавал географию в Царскосельской гимназии (1870—1883) и в Историко-филологическом институте; был членом особого отдела учёного комитета Министерства народного просвещения, членом редакционного комитета комиссии народных чтений, членом философского общества при Санкт-Петербургском университете, действительным членом Императорского русского географического общества.
Брат педагога Фёдора Фёдоровича Соколова. Женат на дочери Леопольда Густавовича Шведе Екатерине.
В «Журнале Министерства народного просвещения» и «Русской школе» поместил ряд статей по методике географии. Также были напечатаны:
- Политическая география: Лекции преп. А. Ф. Соколова. — [Санкт-Петербург]: изд. студентов 3 к. И.И.-Ф.И. [Имп. Ист.-филол. ин-та], [1885]. — 263 с.
- Лекции по географии России, читанные студентам IV к. И.И.-Ф. инст. Имп. Ист.-филол. ин-та проф. А. Ф. Соколовым в 1890/1 ак. г. — Санкт-Петербург: изд. А. Мухин, [1891]. — 134 с.
- Лекции по географии: История географии, антропология, Франция. — [Санкт-Петербург]: Ловягин, [1891]. — 144, 15 с.: ил., карт.
- Учебная география за последние пять лет (1886—1890 г.) — СПб.: тип. А. С. Суворина, 1892. — 35 с.
- Очерк методики и дидактики учебной географии. — СПб., 1894 (3-е изд., 1899).
- Краткая всеобщая география. Ч. 1. — СПб.: тип. М. М. Стасюлевича, 1899. — 95 с.
- Жизнь моря / Под ред. А. Ф. Соколова. — СПб.: Постоян. комис. нар. чтений, 1902. — 28 с. — (Народные чтения).
- Краткий учебник географии для средних учебных заведений: Курс внеевроп. частей света: (Австралия, Азия, Африка и Америка). — СПб.: А. Ильин, 1904. — [4], 94, [1] с., 6 л. карт.
- Краткий учебник географии: Европа: Общ. очерк и страны Зап. Европы. — Санкт-Петербург: А. Ильин, 1905. — [4], 120 с., 45 ил., карт., 13 л. карт.
- Британское королевство. — СПб.: типо-лит. К. Биркенфельда, 1907. — 34 с.

Умер 9 (22) августа 1909 года. Похоронен на Смоленском православном кладбище.